# Coralastele
Coralastele is een geslacht van weekdieren uit de klasse van de Gastropoda (slakken).

## Soorten
- Coralastele allanae Iredale, 1930
- Coralastele pulcherrima (G. B. Sowerby III, 1914)

### Synoniemen
- Coralastele emigrans Nordsieck, 1972 => Pseudominolia nedyma (Melvill, 1897)